# 阿什比堡 (肯塔基州)
阿什比堡（英語：Ashbyburg）是位於美國肯塔基州霍普金斯縣的一個非建制地區。

## 地理
阿什比堡所處的海拔為高於海平面136米（即446英呎），而該地所採用的時區為UTC-6，即北美中部時區（CST）。同時該地設有夏令時間，為UTC-6調快一小時，即UTC-5（CDT）。